# 遠藤宏美
遠藤　宏美（えんどう　ひろみ、1993年2月22日 - ）は、滋賀県大津市出身の、日本人の女子柔道選手である。階級は48kg級。身長159cm。血液型はB型。組み手は右組み。段位は参段。得意技は背負投。

## 人物
柔道は4歳の時に大津柔道協会で始めた。小学校6年の時には全国小学生学年別柔道大会の45kg級で3位になった。
比叡山中学3年の時には全国中学校柔道大会の48kg級で優勝した。
比叡山高校時代は1年の時に早くも全日本ジュニアで優勝を果たした。講道館杯でも3位になった。2年の時には全日本ジュニアで2連覇を達成して19歳以下の世界一を決める世界ジュニアに出場するが、決勝でブラジルのサラ・メネゼスに技ありで敗れて2位にとどまった。一方、16歳以下の世界一を決める大会である世界カデでは優勝を成し遂げた。講道館杯では3位だった。3年の時にはインターハイで優勝するが、全日本ジュニアでは3連覇ならず3位にとどまった。シニア大会の東アジア柔道選手権大会では優勝した。
2011年に筑波大学へ進学すると、1年の時には4月のアジア柔道選手権大会で優勝した。さらに10月の学生体重別で優勝すると、続く世界ジュニアでも優勝を果たした。
このような結果を残したことにより、国内の層が非常に厚いこの階級において、次世代を担う選手の1人と見なされることとなった。
2012年2月にはグランプリ・デュッセルドルフに出場して、初戦で北京オリンピック金メダリストであるルーマニアのアリナ・ドゥミトルを指導2で破り、その後順調に決勝まで進むものの、ベルギーのシャルリーヌ・ファンスニックに朽木倒で技ありを取られて2位に終わった。
2年の時には5月の体重別で3位に入った。
3年の時には4月のアジア選手権の準決勝でモンゴルのムンフバット・ウランツェツェグを背負投げで破ると、決勝では北朝鮮のキム・ソルミを小外刈の有効で下して2年ぶり2度目の優勝を飾った。5月の体重別では準決勝でコマツの浅見八瑠奈と対戦して終盤まで互角の戦いを見せるものの大外刈で敗れた。続いて世界ランキング上位選手で競われるワールドマスターズに出場すると、準々決勝でファンスニックから有効2つを取って快勝すると、準決勝ではムンフバットを開始早々の送襟絞で破り、決勝ではロンドンオリンピック金メダリストであるメネゼスを出足払で崩すなど優勢に試合を進めて指導1で勝利して優勝を成し遂げた。9月の学生体重別では2年ぶり2度目の優勝を飾った。しかしながら、11月の講道館杯では決勝で鹿屋体育大学柔友会の森崎由理江に送襟絞で敗れた。この際に右肩を脱臼してしまい、長期間の戦列離脱を余儀なくされることになった。その後復帰するも、今度は稽古の際に左膝前十字靱帯傷及び内側側副靱帯損傷を負い、その影響もあって4年の時には11月の講道館杯において2回戦で敗れた。以降は手術のため再び戦線を離れることになった。
2015年には綜合警備保障の所属となると、11月の講道館杯では準決勝で帝京大学2年の渡名喜風南に敗れるも3位となった。続いて2年半ぶりの国際大会への出場となったグランプリ・チェジュでは、2回戦でイスラエルのシラ・リショニーに技ありで敗れた。練習した分だけ成果が付いて来た以前と違って、2度の負傷をして以降はかつての感覚に戻らずもどかしい思いを抱かざるを得なかったという。2016年4月の選抜体重別では決勝まで進むも、三井住友海上の近藤亜美にGSに入ってから巴投げで有効を取られて2位にとどまった。6月のグランプリ・ブダペストでは決勝でフランスのイヴァン・ロマヌを崩袈裟固で破って、2013年のワールドマスターズ以来3年ぶりの国際大会優勝を果たした。11月の講道館杯では3位だった。2017年2月のヨーロッパオープン・オーバーヴァルトでは2位だった。4月の体重別では初戦でひらまつ病院の岡本理帆に技ありで敗れた。8月の実業個人選手権では決勝で自衛隊体育学校の山崎珠美を技ありで破って優勝した。9月のグランプリ・ザグレブでは準決勝でリオデジャネイロオリンピック金メダリストであるアルゼンチンのパウラ・パレトにGSに入ってから指導2で競い勝つと、決勝ではセルビアのミリカ・ニコリッチをGSに入った直後に横四方固で破って優勝した。なお、今回パレトに勝ったことで、歴代のオリンピックチャンピオン3名（ドゥミトル、メネゼス、パレト）に勝利することとなった。11月の講道館杯では決勝で宮崎大学教員の森崎を背負投の技ありで破って今大会初優勝を飾った。12月のグランドスラム・東京では準決勝でムンフバットに敗れると、3位決定戦でも渡名喜に敗れて5位に終わった。2018年3月のグランドスラム・エカテリンブルグでは決勝でパレトに反則勝ちするなどオール一本勝ちして、グランドスラム大会初優勝を飾った。4月の体重別では準決勝で近藤に反則勝ちするも、決勝で山崎にGSに入ってから小外掛の技ありで敗れて2位だった。8月のグランプリ・ブダペストでは準決勝でコソボのディストリア・クラスニキをGS含めて9分以上の戦いの末に背負投で破るなど全て一本勝ちして決勝まで進むと、山崎を背負投の技ありで破って今大会2度目の優勝を果たした。11月のグランドスラム・大阪では準決勝で渡名喜に反則負けして3位だった。2019年2月のグランドスラム・パリでは3回戦でカザフスタンのオトゴンツェツェグ・ガルバドラフに敗れた。4月の体重別では初戦で南筑高校3年の古賀若菜に反則負けを喫した。9月の実業個人選手権では決勝で52kg級から階級を下げてきた了徳寺大学職員の角田夏実に反則負けして2位だった。11月の講道館杯では準決勝で角田に合技で敗れると、3位決定戦でも環太平洋大学4年の小倉葵に技ありで敗れて5位だった。2020年11月の講道館杯は準々決勝で三井住友海上の坂上綾にGS史上最長となる18分7秒(本戦含め22分7秒)もの戦いの末に袖釣込腰の技ありで敗れると、3位決定戦でも山梨学院大学1年の古賀若菜に腕挫十字固で敗れて5位に終わった。

## 戦績
- 2004年 -　全国小学生学年別柔道大会　3位(45kg級)
- 2007年 -　全国中学校柔道大会　優勝
- 2008年 -　ドイツジュニア国際　優勝
- 2008年 -　インターハイ　5位
- 2008年 -　全日本ジュニア　優勝
- 2008年 -　講道館杯　3位
- 2009年 -　韓国ジュニア国際　優勝
- 2009年 -　世界カデ　優勝
- 2009年 -　全日本ジュニア　優勝
- 2009年 -　世界ジュニア　2位
- 2009年 -　講道館杯　3位
- 2009年 -　ワールドカップ・スウォン　2位
- 2010年 -　ワールドカップ・ソフィア　2位
- 2010年 -　ロシアジュニア国際　優勝
- 2010年 -　東アジア柔道選手権大会　優勝
- 2010年 -　インターハイ　優勝
- 2010年 -　全日本ジュニア　3位
- 2011年 -　アジア選手権　優勝
- 2011年 -　全日本ジュニア　2位
- 2011年 - 学生体重別　優勝
- 2011年 -　世界ジュニア　優勝
- 2011年 -　講道館杯　5位
- 2012年 -　グランプリ・デュッセルドルフ　2位
- 2012年 -　体重別　3位
- 2013年 -　パンナムオープン・モンテビデオ　優勝
- 2013年 -　アジア選手権　優勝
- 2013年 -　体重別　3位
- 2013年 - ワールドマスターズ 優勝
- 2013年 - 学生体重別　優勝
- 2013年 -　講道館杯　2位
- 2015年 -　講道館杯　3位
- 2016年 -　選抜体重別　2位
- 2016年 - グランプリ・ブダペスト　優勝
- 2016年 -　講道館杯　3位
- 2016年 -　グランドスラム・東京　5位
- 2017年 -　ヨーロッパオープン・オーバーヴァルト　2位
- 2017年　- 実業個人選手権　優勝
- 2017年 -　グランプリ・ザグレブ　優勝
- 2017年 -　講道館杯　優勝
- 2017年 -　グランドスラム・東京　5位
- 2018年 -　グランドスラム・エカテリンブルグ　優勝
- 2018年 -　体重別　2位
- 2018年 -　グランプリ・ブダペスト　優勝
- 2018年 -　講道館杯　7位
- 2018年 -　グランドスラム・大阪　3位
- 2019年 -　実業個人選手権 2位
- 2019年 -　講道館杯　5位
- 2020年 -　講道館杯　5位

(出典、JudoInside.com)